# هاروتیون هاکوبیان
هاروتیون همایاکی هاکوبیان (ارمنی: Հարություն Հմայակի Հակոբյան؛  زادهٔ ۲۵ آوریل ۱۹۱۸ - ۱۳ ژانویهٔ ۲۰۰۵) بازیگر، تردست، نویسنده، روزنامه‌نگاری اعتقادی اهل ارمنستان بود.

## زندگی‌نامه
وی در ۲۵ آوریل ۱۹۱۸ در ایغدیر، فرمانداری ایروان به دنیا آمد و از آکادمی هنرهای تئاتر روسیه فارغ‌التحصیل گشت. وی همچنین برنده جوایزی همچون هنرمند مردمی ارمنستان شوروی، هنرمند مردمی اتحاد شوروی، هنرمند شایسته ارمنستان شوروی، نشان پرچم سرخ کار شد. وی در ۱۳ ژانویهٔ ۲۰۰۵ در سن ۸۶ سالگی در مسکو درگذشت و در گورستان ترویکوروفسکوی به خاک سپرده شد.